# Dar Williams
Dorothy Snowden "Dar" Williams (19 de abril de 1967) es una cantautora estadounidense de americana de Mount Kisco, Nueva York. Hendrik Hertzberg de The New Yorker ha descrito a Williams como "uno de las mejores cantautoras de Estados Unidos".
Es una artista frecuente en festivales folk y ha realizado giras con artistas como Mary Chapin Carpenter, Patty Griffin, Ani DiFranco, the Nields, Shawn Colvin, Girlyman, Joan Baez y Catie Curtis.

## Infancia
Williams nació en Mount Kisco, Nueva York, y creció en Chappaqua con dos hermanas mayores, Meredith y Julie. Su apodo "Dar" se originó debido a una mala pronunciación de "Dorothy" por una de las hermanas de Williams.
En entrevistas, ha descrito a sus padres como personas "liberales y amorosas" que al principio alentaron su carrera en la composición de canciones. Williams comenzó a tocar la guitarra a los nueve años y escribió su primera canción dos años después. Sin embargo, estaba más interesada en el teatro en ese momento y se especializó en teatro y religión en la Universidad Wesleyan.

## Carrera musical

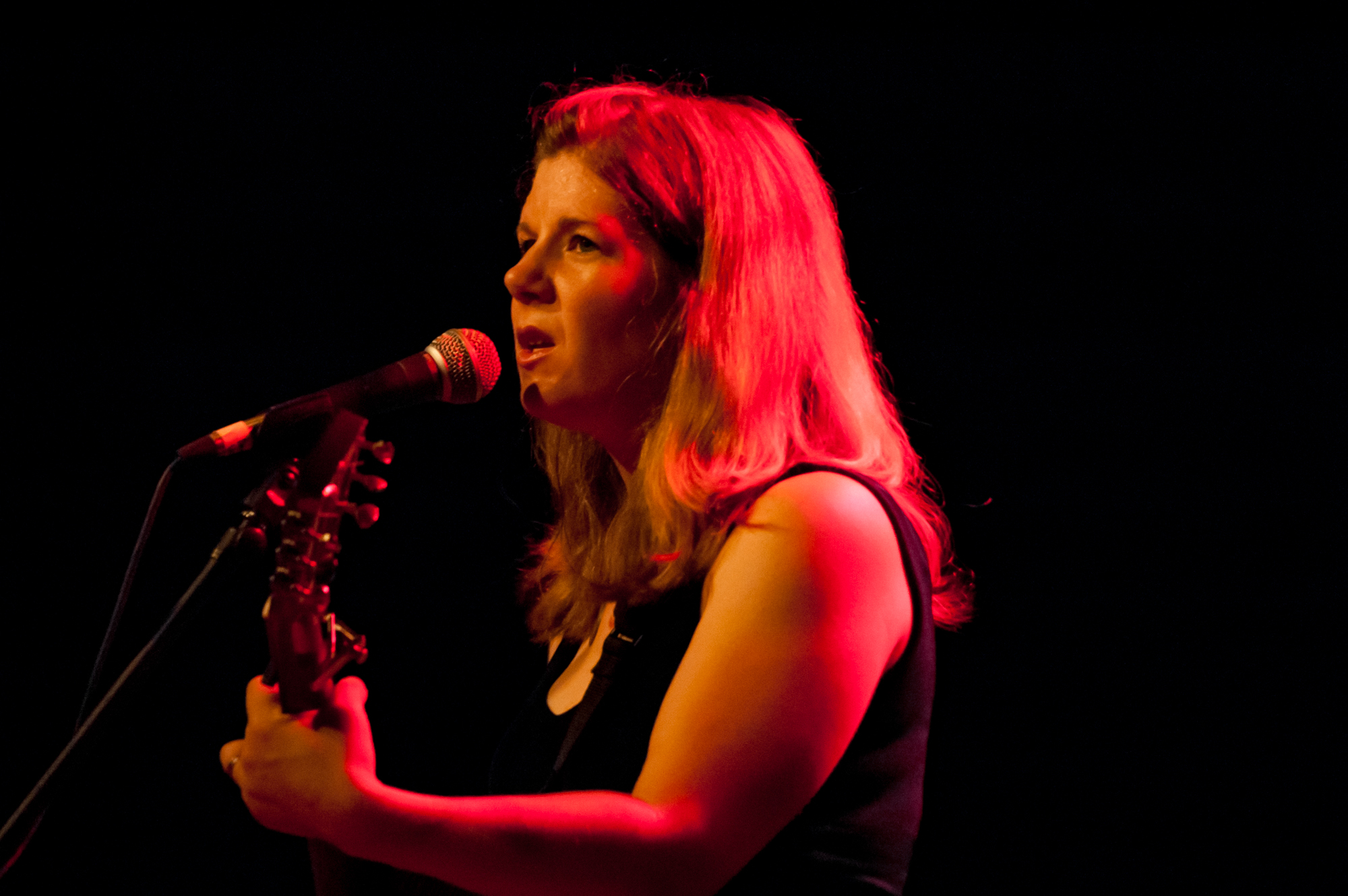
Williams en 2005, promocionando My Better Self

Williams se trasladó a Boston en 1990 para seguir explorando hacer una carrera en el teatro. Trabajó durante un año como directora de escena de la Compañía de Ópera de Boston, pero al mismo tiempo comenzó a escribir canciones, grabar cintas de demostración y tomar lecciones de canto. En 1990, Dar grabó su primer álbum, I Have No History, producido por Jeannie Deva y diseñado por Rob Lehmann en Oak Grove Studios en Malden, Massachusetts. Un año después, en 1991, Dar grabó su segundo álbum, All My Heroes Are Dead, la mayor parte del cual fue grabado en Wellspring Sound en Newton, MA. Este álbum incluía la canción de Dar "Mark Rothko Song". La grabación original de esta canción se incluyó más tarde en su tercer álbum The Honesty Room. En 1993, Williams se trasladó a Northampton, Massachusetts. Al principio de la carrera musical de Williams, hizo de telonera de Joan Baez, quien la haría conocida al grabar algunas de sus canciones (Williams también hizo un dueto con Baez en Ring Them Bells). Desde entonces, su creciente popularidad se ha basado en gran medida en los cafés comunitarios, la radio pública y una amplia base de seguidores en Internet.
Williams grabó su álbum The Honesty Room , bajo su propio sello, Burning Field Music. Los artistas invitados incluyeron a Nerissa y Katryna Nields, Max Cohen y Gideon Freudmann. El álbum fue distribuido brevemente por Waterbug Records, con sede en Chicago. Williams pronto aseguró un acuerdo de licencia y distribución para Burning Field con Razor and Tie, y en 1995 reeditó el álbum en ese sello, con dos bonus tracks regrabados. El disco se convirtió en uno de los álbumes de folk independiente más vendidos del año.
El siguiente álbum Mortal City de 1996, también licenciado y distribuido con Razor and Tie, fue muy difundido, en parte debido al hecho de que coincidió con su gira con Baez. El álbum nuevamente contó con apariciones especiales de las hermanas Nields y con Freudmann, así como de los destacados artistas folk John Prine, Cliff Eberhardt y Lucy Kaplansky. Con ese éxito, Razor & Tie relanzó The Honesty Room. En el momento de su tercer lanzamiento, End of the Summer (1997), la carrera de Williams había cobrado un impulso sustancial y el álbum funcionó notablemente bien, dado su género y estatus de sello independiente.
En 1998, Williams, Richard Shindell y Lucy Kaplansky formaron el grupo Cry Cry Cry como una forma de rendir homenaje a algunos de sus artistas populares favoritos. La banda lanzó un álbum homónimo de versiones y realizó una gira de 1998 a 2000. En junio de 2017, Cry Cry Cry se reunió de nuevo para tocar en el Clearwater Festival de Nueva York.
Desde entonces, ha lanzado seis álbumes de estudio más en el sello Razor & Tie ( The Green World (2000; que incluía "Spring Street", basado en Spring Street en SoHo en Manhattan ), The Beauty of the Rain (2003), My Better Self (2005), Promised Land (2008), Many Great Companions (2010) e In the Time of Gods (2012), así como dos álbumes en vivo ( Out There Live (2001) y Live at Bearsville Theatre (2007). 
Williams ha prestado su talento y apoyo a varias causas, fundando Snowden Environmental Trust y participando en muchos conciertos benéficos. Actuó en un espectáculo en Alcatraz con Baez y las Indigo Girls, en beneficio del grupo de derechos de los presos Bread and Roses.
Como alguien que ha viajado mucho tiempo y ha tenido problemas para encontrar un restaurante adecuado en la carretera, Williams se inspiró para escribir y publicar un directorio de tiendas y restaurantes de alimentos naturales llamado The Tofu Tollbooth en 1994. En 1998, Williams fue coautora de una segunda edición con Elizabeth Zipern.
Williams escribió un libro, publicado el 5 de septiembre de 2017, titulado What I Found in a Thousand Towns: A Traveling Musicists Guide to Rebuilding America's Communities. – One Coffee Shop, Dog Run, & Open-Mike Night at a Time, que se enfoca en parte en la reconstrucción de las ciudades pequeñas y pueblos grandes de Estados Unidos.

## Canciones

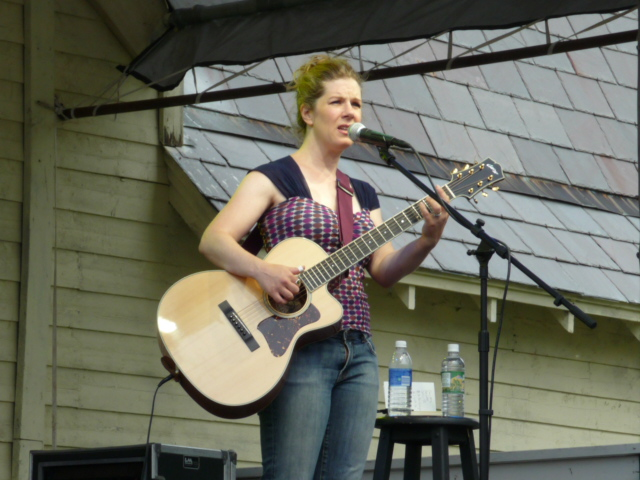
Williams en el escenario en 2008

Los temas recurrentes en las canciones de Williams incluyen la religión, la adolescencia, cuestiones de género, anticomercialismo, relaciones incomprendidas, la pérdida, el humor y la geografía.
Las primeras canciones de Williams hablaban claramente de su crianza en los suburbios de las décadas de 1970 y 1980, de la alienación y de la evidente hipocresía en la clase media posterior a la Segunda Guerra Mundial. En la canción "Anthem" de su primera cinta All My Heroes Are Dead, cantó: "Sé que hay sangre en el pavimento y hemos convertido los campos en arena".
Las canciones de Williams a menudo abordan la tipificación, los roles y las desigualdades de género. "Estás envejeciendo bien" en The Honesty Room analiza en detalle la imagen corporal de los adolescentes, la discriminación por edad y el autodesprecio. La canción termina cuando la cantante encuentra una mentora anónima — "la mujer de las voces" — que la orienta hacia un punto de vista más ilustrado y maduro. Joan Baez hizo una versión de la canción en un concierto y luego hizo un dueto con Williams en las giras.
Un artículo de 2001 en The Advocate  discutió la popularidad de Williams entre las personas LGBT, escribiendo que entre los compositores heterosexuales que apoyan al LGBT, "pocos logran en sus letras entender tan profundamente o tan auténticamente como Williams lo hace".
"When I Was a Boy", también en The Honesty Room, utiliza las propias experiencias de la infancia de Williams como marimacho para reflexionar sobre los roles de género y cómo limitan a los niños y niñas, que luego se convierten en hombres y mujeres limitados.
"The Christians and the Pagans" en Mortal City aborda simultáneamente la religión y la orientación sexual a través de la historia de una pareja de lesbianas paganas que elige pasar el solsticio con el devoto tío cristiano de una de las mujeres, creando así una situación en la que las personas que se oponen unos a otros en casi todos los frentes políticos y culturales y tratan de arreglárselas por pura cortesía. A lo largo de la canción, los miembros de la familia comienzan a descubrir que sus diferencias no tienen por qué distanciarlos unos de otros.
En una entrevista en 2007 en el podcast Food Is Not Love, dijo que la canción "February" de Mortal City es una de sus canciones que más le gusta. Se refirió a la forma en que la canción "siguió evolucionando, no solo en lo que quería decir, sino en lo que quería decir y ni siquiera sabía que estaba allí". Le gustó la forma en que la canción "siguió rompiendo sus propias reglas de una manera en que se trata el arte".
La relación de Williams con su familia se insinúa a través de varias canciones, incluida "After All" en The Green World . La canción trata principalmente de su depresión a la edad de veintiún años, refiriéndose a ella como una "máquina de invierno por la que pasas" repetidamente mientras "todos los demás están atados a la primavera".
Su canción "As Cool As I Am" se ha convertido en parte del tradicional Primero de Mayo del Bryn Mawr College, cuando la canción se toca durante la celebración del "May Hole". La canción incluso se conoce como un "himno no oficial" de la universidad. Williams ha visitado la universidad varias veces para actuar en conciertos.

## Discografía

### Álbumes, EP, sencillos
- "You're Aging Well" on the álbum "Boston Women's Voice" (1985)
- I Have No History (1990 – rare album on cassette)
- All My Heroes Are Dead (1991 – rare album on cassette)
- The Honesty Room (1993)
- The Christians and the Pagans (1996 – EP)
- As Cool As I Am (1996 – EP)
- Mortal City (1996)
- End of The Summer (1997)
- What Do You Hear in These Sounds (1997, single)
- Cry Cry Cry (1998, with Richard Shindell and Lucy Kaplansky)
- The Green World (2000)
- Out There Live (2001)
- The Beauty of the Rain (2003)
- My Better Self (2005)
- Live at Bearsville Theater (2007)
- Promised Land (2008)
- It's Alright (EP) (2008)
- Many Great Companions (2010)
- In the Time of Gods (2012)
- Keeping Me Honest: The Honesty Room 20th Anniversary Concert Live (2014)
- Emerald (2015)
- The Music Hall Session (EP) (2021)
- I'll Meet You Here (2021)

### Contribuciones
- Poscripta: conmemoración de los 30 años 1964-1994 (1995) - "El gran desconocido"
- Mujeres en vivo desde el escenario de la montaña (1996) - "Cuando era niño"
- Hempilation 2: Libera la hierba (1998) - "Juega la avaricia"
- Lilith Fair: una celebración de las mujeres en la música (1998) - "What Do You Hear in These Sounds" (grabado en vivo durante la gira de 1997)
- Badlands: un tributo a Nebraska de Bruce Springsteen (2000) - "Patrullero de carreteras"
- This Bird Has Flyn - Un tributo del 40 aniversario de Rubber Soul de los Beatles (2005) - "No me verás"
- Born to the Breed: un tributo a Judy Collins (2008) - "Holly Ann (La canción del tejedor)"